# Kallichore (satelit)
Kallichore /ka.li'ko.re/, cunoscut și sub numele de Jupiter XLIV, este un satelit natural al lui Jupiter . A fost descoperit de o echipă de astronomi de la Universitatea din Hawaii condusă de Scott S. Sheppard în 2003. A primit denumirea temporară S/2003 J 11 .  
Kallichore are aproximativ 2 kilometri în diametru și orbitează în jurul lui Jupiter la o distanță medie de 23.112.000 km în 717,806 zile, la o înclinație de 165° față de ecliptică (164° față de ecuatorul lui Jupiter), într-o direcție retrogradă și cu o excentricitate de 0.2042.
A fost numit în martie 2005 după nimfa Kallichore . 
Kallichore aparține grupului Carme, format din sateliți retrograzi neregulați care orbitează în jurul lui Jupiter la o distanță cuprinsă între 23 și 24 Gm și la o înclinație de aproximativ 165°.